# Liste der Kulturdenkmale in Schleusegrund
Die Liste der Kulturdenkmale in Schleusegrund umfasst die als Ensembles, Einzeldenkmale und Bodendenkmale erfassten Kulturdenkmale in der thüringischen Gemeinde Schleusegrund und ihrer Ortsteile (Stand: 11. Februar 2025).
Die Angaben in der Liste ersetzen nicht die rechtsverbindliche Auskunft der zuständigen Denkmalschutzbehörde.

## Legende
- Bild: zeigt ein Bild des Kulturdenkmals und gegebenenfalls einen Link zu weiteren Fotos des Kulturdenkmals im Medienarchiv Wikimedia Commons
- Bezeichnung: Name, Bezeichnung oder die Art des Kulturdenkmals
- Lage: Wenn vorhanden Straßenname und Hausnummer des Kulturdenkmals; Grundsortierung der Liste erfolgt nach dieser Adresse. Der Link Karte führt zu verschiedenen Kartendarstellungen und nennt die Koordinaten des Kulturdenkmals.
 Kartenansicht, um Koordinaten zu setzen – in dieser Kartenansicht sind Kulturdenkmale ohne Koordinaten mit einem roten bzw. orangen Marker dargestellt und können in der Karte gesetzt werden. Kulturdenkmale ohne Bild sind mit einem blauen bzw. roten Marker gekennzeichnet, Kulturdenkmale mit Bild mit einem grünen bzw. orangen Marker.
- Datierung: gibt das Jahr der Fertigstellung beziehungsweise das Datum der Erstnennung oder den Zeitraum der Errichtung an
- Beschreibung: bauliche und geschichtliche Einzelheiten des Kulturdenkmals, vorzugsweise die Denkmaleigenschaften
- ID: Die ID identifiziert das Kulturdenkmal eindeutig. In Thüringen sind aktuell keine IDs veröffentlicht. In der ID-Spalte kann sich auch folgendes Icon  befinden, dies führt zu Angaben zu diesem Kulturdenkmal bei Wikidata.

## Einzeldenkmale

### LichtenauinBiberau
| Bild                           | Bezeichnung                                        | Lage                                               | Datierung | Beschreibung | ID |
| ------------------------------ | -------------------------------------------------- | -------------------------------------------------- | --------- | ------------ | -- |
| BW                             | Schaltstation mit Wohnhaus und Einfriedung         | Hauptstraße 46 (Karte)                             |           |              |    |
| weitere Bilder Fotos hochladen | Kirche mit Ausstattung                             | Straße zur Schule o. Nr. Flurstück(e) 25/2 (Karte) |           |              |    |
| BW                             | Leichenhalle mit Ausstattung und Gefallenendenkmal | (Karte)                                            |           |              |    |

### EngensteininBiberau
| Bild | Bezeichnung                   | Lage                        | Datierung | Beschreibung | ID |
| ---- | ----------------------------- | --------------------------- | --------- | ------------ | -- |
| BW   | Gasthaus / Zum goldenen Engel | Bibergrundstraße 21 (Karte) |           |              |    |

### LichtenauinBiberau
| Bild | Bezeichnung | Lage                | Datierung | Beschreibung | ID |
| ---- | ----------- | ------------------- | --------- | ------------ | -- |
| BW   | Backhaus    | Hauptstraße (Karte) |           |              |    |

### Gießübel
| Bild                                    | Bezeichnung                                                            | Lage                                   | Datierung | Beschreibung                                                     | ID |
| --------------------------------------- | ---------------------------------------------------------------------- | -------------------------------------- | --------- | ---------------------------------------------------------------- | -- |
| Direkt Bild zu diesem Denkmal hochladen | Gedenktafel                                                            | Masserberger Straße o. Nr. Ortsausgang |           |                                                                  |    |
| weitere Bilder Fotos hochladen          | Evangelische Kirche Zur heiligen Dreifaltigkeit und Martin-Luther-Haus | Neubrunnstraße 36 (Karte)              |           | Kirche mit Ausstattung, Glockenhaus, Gemeindehaus und Grundstück |    |
| Direkt Bild zu diesem Denkmal hochladen | Gefallenendenkmal                                                      | Querenberg                             |           |                                                                  |    |

### OberneubrunninSchönbrunn
| Bild                                    | Bezeichnung                                                                | Lage                                           | Datierung | Beschreibung | ID |
| --------------------------------------- | -------------------------------------------------------------------------- | ---------------------------------------------- | --------- | ------------ | -- |
| BW                                      | Wohnhaus mit Nebengebäude und Grundstück / ehem. Gasthaus 'Zum weißen Roß' | Neustädter Straße 66 Flurstück(e) 20/3 (Karte) |           |              |    |
| Direkt Bild zu diesem Denkmal hochladen | Wohnhaus                                                                   | Lage unbekannt                                 |           |              |    |

### UnterneubrunninSchönbrunn
| Bild                                    | Bezeichnung                     | Lage                                   | Datierung | Beschreibung                                | ID |
| --------------------------------------- | ------------------------------- | -------------------------------------- | --------- | ------------------------------------------- | -- |
| Direkt Bild zu diesem Denkmal hochladen | Forstamt                        | Eisfelder Straße 23 Flurstück(e) 322/8 |           |                                             |    |
| weitere Bilder Fotos hochladen          | Evangelische Kirche St. Jakobus | Kirchweg 4 Flurstück(e) 25, 26 (Karte) |           | mit Ausstattung, Kirchhof und Einfriedung / |    |

## Bodendenkmale

### EngensteininBiberau
| Bild                                    | Bezeichnung | Lage                                                                   | Datierung | Beschreibung | ID |
| --------------------------------------- | ----------- | ---------------------------------------------------------------------- | --------- | ------------ | -- |
| Direkt Bild zu diesem Denkmal hochladen | Burgareal   | auf dem Grundstück der ehem. Gastwirtschaft W. Winter Flurstück(e) 7/4 |           |              |    |